# Crocallis kochiaria
Crocallis kochiaria là một loài bướm đêm trong họ Geometridae.